# سیارک ۱۲۶۸۶
سیارک ۱۲۶۸۶ (به انگلیسی: 12686 Bezuglyj، نامگذاری:1986TT11) دوازده هزار و ششصد و هشتاد و ششمین سیارک کشف شده‌است که در ۳ اکتبر ۱۹۸۶ کشف شد.
قدر مطلق سیارک برابر ۲۸.۲ است.